# Ivy League
A Ivy League (Liga Ivy ou Liga da Hera) é uma conferência desportiva da Associação Atlética Universitária Nacional (em inglês: National Collegiate Athletic Association, (NCAA) de oito universidades privadas situadas no nordeste dos Estados Unidos.
Antes de se converter na denominação oficial da conferência desportiva, em 1954, já se denominava assim de forma oficiosa este grupo de universidades, que têm em comum conotações académicas de excelência, assim como de elitismo, devido à sua antiguidade e admissão seletiva. Também se conhecem as universidades desta conferência como "as oito anciãs" ou "as Heras" (em inglês: ancient eight ou the Ivies).

## Origem da denominação
A liga deve o seu nome à hera (em inglês "ivy"), planta trepadora que cobre as paredes destas universidades de estilo britânico e antigo.

## Membros

Localização dos membros da Ivy League.

| Instituição                      | Instituição                 | Localização | Localização    | Fundação               | Tipo    | Equipe    |
| Ícone                            | Nome                        | Localidade  | Estado         | Fundação               | Tipo    | Equipe    |
| -------------------------------- | --------------------------- | ----------- | -------------- | ---------------------- | ------- | --------- |
| Logotipo dos Harvard Crimson     | Universidade Harvard        | Cambridge   | Massachusetts  | 8 de setembro de 1636  | Privada | Crimson   |
| Logotipo dos Yale Bulldogs       | Universidade Yale           | New Haven   | Connecticut    | 9 de outubro de 1701   | Privada | Bulldogs  |
| Logotipo dos Penn Quakers        | Universidade da Pensilvânia | Filadélfia  | Pensilvânia    | 14 de novembro de 1740 | Privada | Quakers   |
| Logotipo dos Princeton Tigers    | Universidade de Princeton   | Princeton   | Nova Jérsei    | 22 de outubro de 1746  | Privada | Tigers    |
| Logotipo dos Columbia Lions      | Universidade de Columbia    | Nova Iorque | Nova Iorque    | 25 de maio de 1754     | Privada | Lions     |
| Logotipo dos Brown Bears         | Universidade Brown          | Providence  | Rhode Island   | 15 de setembro de 1764 | Privada | Bears     |
| Logotipo dos Dartmouth Big Green | Dartmouth College           | Hanover     | Nova Hampshire | 13 de dezembro de 1769 | Privada | Big Green |
| Logotipo dos Cornell Big Red     | Universidade Cornell        | Ithaca      | Nova Iorque    | 27 de abril de 1865    | Privada | Big Red   |

## Campeões da Ivy League no Futebol americano
Os times da Ivy League eram um dos poucos times nas temporadas iniciais do futebol americano universitário, portanto a maioria dos times da Ivy League possuem diversos títulos nacionais do futebol americano universitário. Princeton possui 28 conquistas, Yale possui 27, Harvard e Penn possuem 7 títulos cada e Cornell possui 5 títulos. Com o passar do tempo, foram surgindo outras universidades que investiam mais em esporte do que os times da Ivy League, que foram perdendo prestígio no esporte, ao ponto de a conferência se auto-rebaixar para Divisão I-AA (atualmente ao que se é chamado de FCS) em 1982.
Atualmente, os times da Ivy League só disputam 10 jogos ao invés dos 12 que todas as outras equipes realizam. E ainda, obrigatoriamente todos os 8 times da Ivy League têm que se enfrentar, o que também difere das outras conferências. E ainda, a própria Ivy League proíbe seus times de disputarem os Playoffs da Football Championship Subdivision (FCS), mesmo que algum time tenha se classificado, sua vaga é repassada para outra instituição, visto que disputar jogos de pós temporada influencia no desempenho acadêmico de seus alunos/atletas.
Abaixo segue todos os campeões da conferência no Futebol americano:
| - 1956 : Yale Bulldogs - 1957 : Princeton Tigers - 1958 : Dartmouth Big Green - 1959 : Penn Quakers - 1960 : Yale Bulldogs - 1961 : Columbia Lions/Harvard Crimson - 1962 : Dartmouth Big Green - 1963 : Dartmouth Big Green/Princeton Tigers - 1964 : Princeton Tigers - 1965 : Dartmouth Big Green - 1966 : Harvard Crimson/Dartmouth Big Green/Princeton Tigers - 1967 : Yale Bulldogs - 1968 : Harvard Crimson/Yale Bulldogs - 1969 : Dartmouth Big Green/Yale Bulldogs/Princeton Tigers - 1970 : Dartmouth Big Green - 1971 : Cornell Big Red/Dartmouth Big Green - 1972 : Dartmouth Big Green - 1973 : Dartmouth Big Green - 1974 : Yale Bulldogs/Harvard Crimson - 1975 : Harvard Crimson - 1976 : Brown Bears/Yale Bulldogs - 1977 : Yale Bulldogs - 1978 : Dartmouth Big Green - 1979 : Yale Bulldogs - 1980 : Yale Bulldogs - 1981 : Yale Bulldogs/Dartmouth Big Green - 1982 : Dartmouth Big Green/Harvard Crimson/Penn Quakers - 1983 : Harvard Crimson/Penn Quakers - 1984 : Penn Quakers - 1985 : Penn Quakers - 1986 : Penn Quakers - 1987 : Harvard Crimson |  | - 1988 : Cornell Big Red/Penn Quakers - 1989 : Princeton Tigers/Yale Bulldogs - 1990 : Cornell Big Red/Dartmouth Big Green - 1991 : Dartmouth Big Green - 1992 : Dartmouth Big Green/Princeton Tigers - 1993 : Penn Quakers - 1994 : Penn Quakers - 1995 : Princeton Tigers - 1996 : Dartmouth Big Green - 1997 : Harvard Crimson - 1998 : Penn Quakers - 1999 : Brown Bears/Yale Bulldogs - 2000 : Penn Quakers - 2001 : Harvard Crimson - 2002 : Penn Quakers - 2003 : Penn Quakers - 2004 : Harvard Crimson - 2005 : Brown Bears - 2006 : Princeton Tigers/Yale Bulldogs - 2007 : Harvard Crimson - 2008 : Brown Bears/Harvard Crimson - 2009 : Penn Quakers - 2010 : Penn Quakers - 2011 : Harvard Crimson - 2012 : Penn Quakers - 2013 : Harvard Crimson/Princeton Tigers - 2014 : Harvard Crimson - 2015 : Dartmouth Big Green/Harvard Crimson/Penn Quakers - 2016 : Penn Quakers/Princeton Tigers - 2017 : Yale Bulldogs - 2018 : Princeton Tigers - 2019 : Dartmouth Big Green/Yale Bulldogs |

## Campeões da Ivy League no Basquetebol masculino[5]
| - 1956-57 : Yale Bulldogs - 1957-58 : Dartmouth Big Green/Princeton Tigers - 1958-59 : Dartmouth Big Green - 1959-60 : Princeton Tigers - 1960-61 : Princeton Tigers - 1961-62 : Yale Bulldogs - 1962-63 : Yale Bulldogs/Princeton Tigers - 1963-64 : Princeton Tigers - 1964-65 : Princeton Tigers - 1965-66 : Penn Quakers - 1966-67 : Princeton Tigers - 1967-68 : Princeton Tigers/Columbia Lions - 1968-69 : Princeton Tigers - 1969-70 : Penn Quakers - 1970-71 : Penn Quakers - 1971-72 : Penn Quakers - 1972-73 : Penn Quakers - 1973-74 : Penn Quakers - 1974-75 : Penn Quakers - 1975-76 : Princeton Tigers - 1976-77 : Princeton Tigers - 1977-78 : Penn Quakers - 1978-79 : Penn Quakers - 1979-80 : Penn Quakers/Princeton Tigers - 1980-81 : Penn Quakers/Princeton Tigers - 1981-82 : Penn Quakers - 1982-83 : Princeton Tigers - 1983-84 : Princeton Tigers - 1984-85 : Penn Quakers - 1985-86 : Brown Bears - 1986-87 : Penn Quakers - 1987-88 : Cornell Big Red |  | - 1988-89 : Princeton Tigers - 1989-90 : Princeton Tigers - 1990-91 : Princeton Tigers - 1991-92 : Princeton Tigers - 1992-93 : Penn Quakers - 1993-94 : Penn Quakers - 1994-95 : Penn Quakers - 1995-96 : Penn Quakers/Princeton Tigers - 1996-97 : Princeton Tigers - 1997-98 : Princeton Tigers - 1998-99 : Penn Quakers - 1999-00 : Penn Quakers - 2000-01 : Princeton Tigers - 2001-02 : Penn Quakers/Princeton Tigers/Yale Bulldogs - 2002-03 : Penn Quakers - 2003-04 : Princeton Tigers - 2004-05 : Penn Quakers - 2005-06 : Penn Quakers - 2006-07 : Penn Quakers - 2007-08 : Cornell Big Red - 2008-09 : Cornell Big Red - 2009-10 : Cornell Big Red - 2010-11 : Harvard Crimson/Princeton Tigers - 2011-12 : Harvard Crimson - 2012-13 : Harvard Crimson - 2013-14 : Harvard Crimson - 2014-15 : Harvard Crimson/Yale Bulldogs - 2015-16 : Yale Bulldogs - 2016-17 : Princeton Tigers - 2017-18 : Penn Quakers/Harvard Crimson - 2018-19 : Harvard Crimson/Yale Bulldogs |